# Löffelschnitzer

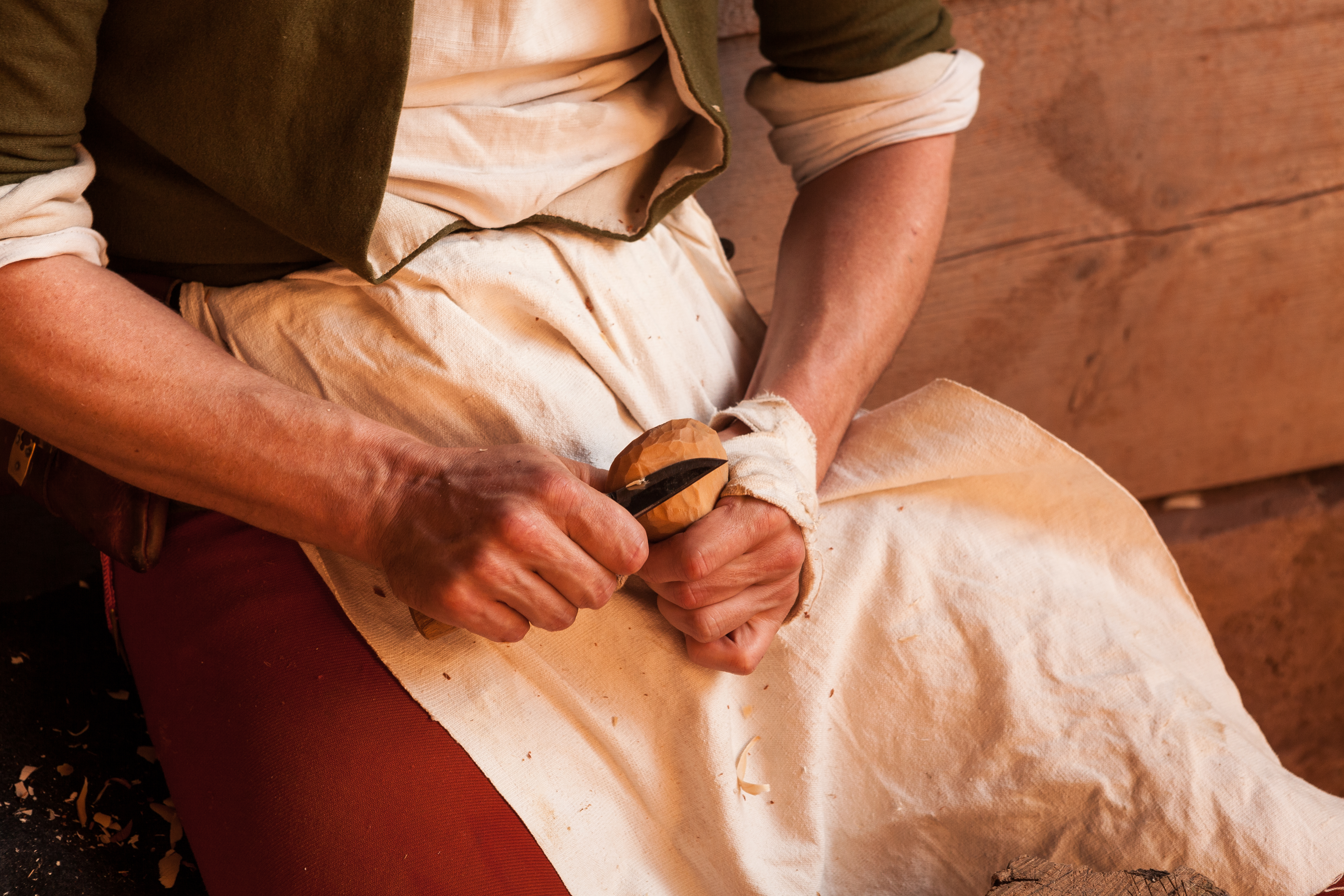
Löffelschnitzer bei der Arbeit

Der Löffelschnitzer, Löffelmacher oder kurz Löffler fertigte Löffel, überwiegend aus frischem Stammholz von Buche oder Ahorn, da abgelagertes Holz zu hart ist.

## Arbeitsweise
Hauptsächlich arbeiteten Löffelschnitzer im Winter, das Handwerk erlernten sie innerhalb der Familie. In den Familien schnitzten hauptsächlich die Männer die Löffel und Frauen und Kinder polierten sie. Eine Familie produzierte an einem zwölfstündigen Arbeitstag bis zu 50 Exemplare. Das Stammholz wurde mit einer Baumsäge auf die notwendige Länge der Löffel geschnitten, auf dem Hauklotz wurden die Rohlinge entsprechend dem Faserverlauf abgespalten. Mittels einer Schablone übertrug der Schnitzer die Form des Löffels auf den Rohling, die Schablonen fertigte er aus dünnen Brettchen selbst an. Die Höhlung des Löffels entstand mit Hilfe des Kippdings, die weitere Form wurde mit einem Messer geschnitzt.
Bei der Arbeit saß der Handwerker vor dem Hauklotz auf einem Schemel, der Klotz war etwas höher als die Knie. Mit einem vorgeschnallten Brustleder klemmte er das Werkstück zwischen Brust und Hauklotz fest, die Knie schützte er mit einem Knielumpen aus Stoffresten vor Verletzungen. Nachdem der Löffel seine grobe Form erhalten hatte, kam ein Schrappmesser zum Einsatz um die Schnitzspuren zu beseitigen.

## Arbeitsmittel
An Ausrüstung und Werkzeug wurden eine Baumsäge, Schnitzeisen, Rundeisen, ein Kopfschnitzer, ein Stielschnitzer, ein Arbeitsstock aus Metall mit auf Bohlen verschiebbaren Füßen, ein Kippding, ein Hauklotz mit einem daran befestigten Schraubstock, eine Spannsäge und ein dreibeiniger, runder Hocker benötigt.

## Fallbeispiele

### Sauerland

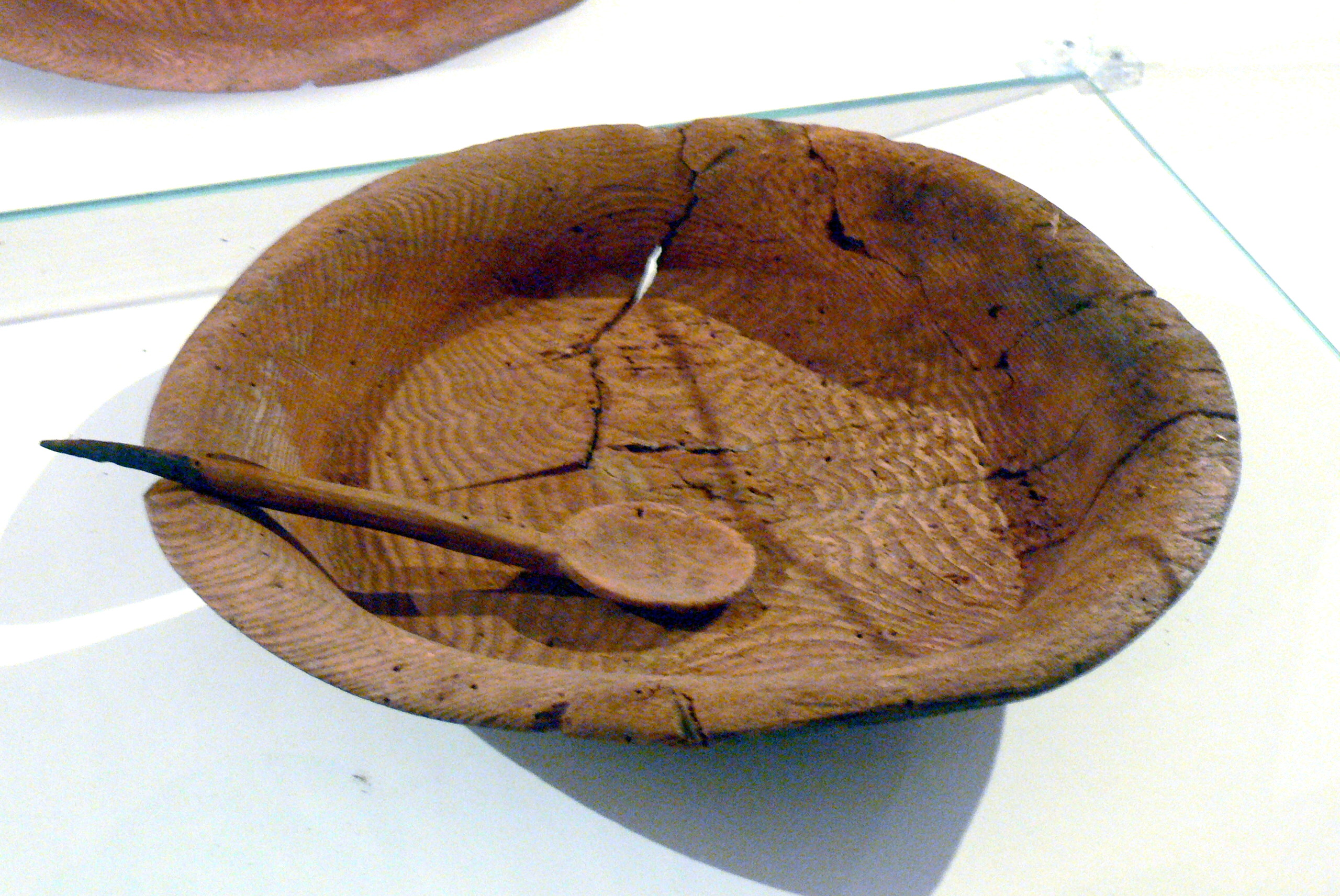
Holzlöffel auf einem Holzteller

Die Herstellung von einfachen Holzwaren war in den waldreichen Mittelgebirgen wie dem Sauerland verbreitet. Es wurde zumeist von der ländlichen Bevölkerung als Nebenerwerb betrieben. In dieser Region gab es lokale Schwerpunkte dieses Gewerbes etwa in Freienohl und in einigen Dörfern in der Gegend von Medebach und dem Kahlen Asten. Die Produkte wurden vor allem in der näheren Umgebung selbst abgesetzt, aber teilweise von den Sauerländer Wanderhändlern auch exportiert. Im 19. Jahrhundert geriet das Gewerbe durch die Konkurrenz industriell hergestellter Produkte unter Druck. Nur in wenigen besonders abgelegenen Gebieten konnte es sich teilweise bis ins 20. Jahrhundert behaupten.

### Berchtesgaden
Im Berchtesgadischen wurden die Löffelschnitzer ursprünglich als halbes Handwerk aufgefasst, da es einen sehr geringen Verdienst aufbrachte und nur im Winter ausgeübt wurde. Darum waren die Löffelschnitzer von bestimmten Steuern und Abgaben befreit. Später erfolgte eine Umordnung der Löffelschnitzer in die Schnitzerzunft.

## Familienname
Der Beruf lebt in Familiennamen wie Löffler, Löffelmann und Löffelmacher fort. Auch der Name Kashoggi ist vom türkischen Wort Kaşıkcı für Löffelmacher abgeleitet.